# Țepoaia, Bacău
Țepoaia este un sat în comuna Motoșeni din județul Bacău, Moldova, România.